# Poecilobothrus chrysozygus
Poecilobothrus chrysozygus är en tvåvingeart som först beskrevs av Christian Rudolph Wilhelm Wiedemann 1817.  Poecilobothrus chrysozygus ingår i släktet Poecilobothrus och familjen styltflugor. Inga underarter finns listade i Catalogue of Life.